# Pronto soccorso (miniserie televisiva)
Pronto soccorso è una miniserie televisiva Italiana prodotta nel 1990, diretta da Francesco Massaro e trasmessa da Rai Uno in 4 puntate dal 4 al 25 marzo 1990.  Nel 1992 è stata prodotta una seconda serie intitolata Pronto soccorso 2 e trasmessa in 4 puntate dal 15 al 23 marzo 1992. 
La miniserie ruota intorno alle storie di un gruppo di medici ed infermieri del pronto soccorso di un ospedale di Roma, guidato dal dottor Aiace (non se ne sa il cognome), interpretato da Ferruccio Amendola.

## Episodi
| Titolo            | Episodi | Prima TV |
| ----------------- | ------- | -------- |
| Pronto soccorso   | 4       | 1990     |
| Pronto soccorso 2 | 4       | 1992     |